# Division II i ishockey 1950-51
Division II 1950-51 var turneringen på næstbedste niveau i den svenske ishockeyliga i sæsonen 1950-51, og det var rækkens tiende sæson under navnet "Division II". Turneringen havde deltagelse af 32 hold, der spillede om fire oprykningspladser til Division I. Holdene var inddelt fire regioner med seks eller ti hold i hver region, og i regionerne med seks hold var holdene samlet i én pulje, mens holdene i regionerne med ti hold var inddelt i to puljer med fem hold. I regionerne med to puljer spillede de to puljevindere om sejren i den pågældende region. Vinderne af turneringerne i de fire regioner rykkede op i Division I.
Oprykningspladserne til Division I blev besat af følgende fire hold:
- Grums IK, der vandt Division II Vest.
- Leksands IF, der vandt Division II Nord.
- Nacka SK, der vandt Division II Syd.
- UoIF Matteuspojkarna, der vandt Division II Øst.

## Hold
Division II havde deltagelse af 32 klubber, hvilket var samme antal som i den foregående sæson. Blandt deltagerne var:
- 4 klubber, der var rykket ned fra Division I: Atlas Diesels IF, Nacka SK, UoIF Matteuspojkarna og Västerås SK.
- 8 klubber, der var rykket op fra Division III: Alvesta SK, IF Vesta, IFK Mariefred, IK Stefa, IK Sturehov, Ludvika FFI, Skoghalls IF og Strömsbro IF.

Klubberne var inddelt i fire regioner med 6 eller 10 hold. Nord- og øst-regionen havde deltagelse af seks hold, der i en enkelt pulje spillede en dobbeltturnering alle-mod-alle. I vest- og syd-regionerne deltog ti hold, som var inddelt i to puljer med fem hold. Alle puljer spillede en dobbeltturnering alle-mod-alle, og de to puljevindere i hver region spillede et playoff-opgør over to kampe om sejren i den pågældende region. De fire regionsvindere rykkede op i Division I.
Følgende hold havde skiftet pulje siden den foregående sæson:
- Krylbo IF blev flyttet fra Division II Øst til Division II Nord.
- Hagalunds IS og Sundbybergs IK blev flyttet fra Division II Syd A til Division II Øst.
- BK Kenty blev flyttet fra Division II Syd B til Division II Syd A.

| Hold                 | By         | Foregående sæson                          | Brynäs og Strömsbro Krylbo Leksand Ludvika Wifsta/Östrand Forward Sturehov IFK Västerås Västerås SK Kolbäck Grums Bofors Munkfors Skived Skoghall Vesta Surahammar Kenty Sleipner Mariefred Atlas Diesel, Hagalund, Karlberg, Matteuspojkarna, Nacka og Sundbyberg Alvesta Växjö Stefa Kalmar Tranås |
| Division II Nord     |            |                                           | Brynäs og Strömsbro Krylbo Leksand Ludvika Wifsta/Östrand Forward Sturehov IFK Västerås Västerås SK Kolbäck Grums Bofors Munkfors Skived Skoghall Vesta Surahammar Kenty Sleipner Mariefred Atlas Diesel, Hagalund, Karlberg, Matteuspojkarna, Nacka og Sundbyberg Alvesta Växjö Stefa Kalmar Tranås |
| Brynäs IF            | Gävle      | Nr. 4 i Division II Nord                  | Brynäs og Strömsbro Krylbo Leksand Ludvika Wifsta/Östrand Forward Sturehov IFK Västerås Västerås SK Kolbäck Grums Bofors Munkfors Skived Skoghall Vesta Surahammar Kenty Sleipner Mariefred Atlas Diesel, Hagalund, Karlberg, Matteuspojkarna, Nacka og Sundbyberg Alvesta Växjö Stefa Kalmar Tranås |
| Krylbo IF            | Krylbo     | Nr. 3 i Division II Øst                   | Brynäs og Strömsbro Krylbo Leksand Ludvika Wifsta/Östrand Forward Sturehov IFK Västerås Västerås SK Kolbäck Grums Bofors Munkfors Skived Skoghall Vesta Surahammar Kenty Sleipner Mariefred Atlas Diesel, Hagalund, Karlberg, Matteuspojkarna, Nacka og Sundbyberg Alvesta Växjö Stefa Kalmar Tranås |
| Leksands IF          | Leksand    | Nr. 2 i Division II Nord                  | Brynäs og Strömsbro Krylbo Leksand Ludvika Wifsta/Östrand Forward Sturehov IFK Västerås Västerås SK Kolbäck Grums Bofors Munkfors Skived Skoghall Vesta Surahammar Kenty Sleipner Mariefred Atlas Diesel, Hagalund, Karlberg, Matteuspojkarna, Nacka og Sundbyberg Alvesta Växjö Stefa Kalmar Tranås |
| Ludvika FFI          | Ludvika    | Nr. 1 i Division III Uppsvenske søndre    | Brynäs og Strömsbro Krylbo Leksand Ludvika Wifsta/Östrand Forward Sturehov IFK Västerås Västerås SK Kolbäck Grums Bofors Munkfors Skived Skoghall Vesta Surahammar Kenty Sleipner Mariefred Atlas Diesel, Hagalund, Karlberg, Matteuspojkarna, Nacka og Sundbyberg Alvesta Växjö Stefa Kalmar Tranås |
| Strömsbro IF         | Gävle      | Nr. 1 i Division III Uppsvenske østre     | Brynäs og Strömsbro Krylbo Leksand Ludvika Wifsta/Östrand Forward Sturehov IFK Västerås Västerås SK Kolbäck Grums Bofors Munkfors Skived Skoghall Vesta Surahammar Kenty Sleipner Mariefred Atlas Diesel, Hagalund, Karlberg, Matteuspojkarna, Nacka og Sundbyberg Alvesta Växjö Stefa Kalmar Tranås |
| Wifsta/Östrands IF   | Timrå      | Nr. 3 i Division II Nord                  | Brynäs og Strömsbro Krylbo Leksand Ludvika Wifsta/Östrand Forward Sturehov IFK Västerås Västerås SK Kolbäck Grums Bofors Munkfors Skived Skoghall Vesta Surahammar Kenty Sleipner Mariefred Atlas Diesel, Hagalund, Karlberg, Matteuspojkarna, Nacka og Sundbyberg Alvesta Växjö Stefa Kalmar Tranås |
| Division II Vest A   |            |                                           | Brynäs og Strömsbro Krylbo Leksand Ludvika Wifsta/Östrand Forward Sturehov IFK Västerås Västerås SK Kolbäck Grums Bofors Munkfors Skived Skoghall Vesta Surahammar Kenty Sleipner Mariefred Atlas Diesel, Hagalund, Karlberg, Matteuspojkarna, Nacka og Sundbyberg Alvesta Växjö Stefa Kalmar Tranås |
| BK Forward           | Örebro     | Nr. 3 i Division II Vest A                | Brynäs og Strömsbro Krylbo Leksand Ludvika Wifsta/Östrand Forward Sturehov IFK Västerås Västerås SK Kolbäck Grums Bofors Munkfors Skived Skoghall Vesta Surahammar Kenty Sleipner Mariefred Atlas Diesel, Hagalund, Karlberg, Matteuspojkarna, Nacka og Sundbyberg Alvesta Växjö Stefa Kalmar Tranås |
| IFK Västerås         | Västerås   | Nr. 2 i Division II Vest A                | Brynäs og Strömsbro Krylbo Leksand Ludvika Wifsta/Östrand Forward Sturehov IFK Västerås Västerås SK Kolbäck Grums Bofors Munkfors Skived Skoghall Vesta Surahammar Kenty Sleipner Mariefred Atlas Diesel, Hagalund, Karlberg, Matteuspojkarna, Nacka og Sundbyberg Alvesta Växjö Stefa Kalmar Tranås |
| IK Sturehov          | Örebro     | Nr. 1 i Division III Vestsvenske østre    | Brynäs og Strömsbro Krylbo Leksand Ludvika Wifsta/Östrand Forward Sturehov IFK Västerås Västerås SK Kolbäck Grums Bofors Munkfors Skived Skoghall Vesta Surahammar Kenty Sleipner Mariefred Atlas Diesel, Hagalund, Karlberg, Matteuspojkarna, Nacka og Sundbyberg Alvesta Växjö Stefa Kalmar Tranås |
| Kolbäcks AIF         | Kolbäck    | Nr. 4 i Division II Vest A                | Brynäs og Strömsbro Krylbo Leksand Ludvika Wifsta/Östrand Forward Sturehov IFK Västerås Västerås SK Kolbäck Grums Bofors Munkfors Skived Skoghall Vesta Surahammar Kenty Sleipner Mariefred Atlas Diesel, Hagalund, Karlberg, Matteuspojkarna, Nacka og Sundbyberg Alvesta Växjö Stefa Kalmar Tranås |
| Västerås SK          | Västerås   | Nr. 5 i Division I Syd                    | Brynäs og Strömsbro Krylbo Leksand Ludvika Wifsta/Östrand Forward Sturehov IFK Västerås Västerås SK Kolbäck Grums Bofors Munkfors Skived Skoghall Vesta Surahammar Kenty Sleipner Mariefred Atlas Diesel, Hagalund, Karlberg, Matteuspojkarna, Nacka og Sundbyberg Alvesta Växjö Stefa Kalmar Tranås |
| Division II Vest B   |            |                                           | Brynäs og Strömsbro Krylbo Leksand Ludvika Wifsta/Östrand Forward Sturehov IFK Västerås Västerås SK Kolbäck Grums Bofors Munkfors Skived Skoghall Vesta Surahammar Kenty Sleipner Mariefred Atlas Diesel, Hagalund, Karlberg, Matteuspojkarna, Nacka og Sundbyberg Alvesta Växjö Stefa Kalmar Tranås |
| Grums IK             | Grums      | Nr. 1 i Division II Vest B                | Brynäs og Strömsbro Krylbo Leksand Ludvika Wifsta/Östrand Forward Sturehov IFK Västerås Västerås SK Kolbäck Grums Bofors Munkfors Skived Skoghall Vesta Surahammar Kenty Sleipner Mariefred Atlas Diesel, Hagalund, Karlberg, Matteuspojkarna, Nacka og Sundbyberg Alvesta Växjö Stefa Kalmar Tranås |
| IFK Bofors           | Karlskoga  | Nr. 2 i Division II Vest B                | Brynäs og Strömsbro Krylbo Leksand Ludvika Wifsta/Östrand Forward Sturehov IFK Västerås Västerås SK Kolbäck Grums Bofors Munkfors Skived Skoghall Vesta Surahammar Kenty Sleipner Mariefred Atlas Diesel, Hagalund, Karlberg, Matteuspojkarna, Nacka og Sundbyberg Alvesta Växjö Stefa Kalmar Tranås |
| IFK Munkfors         | Munkfors   | Nr. 3 i Division II Vest B                | Brynäs og Strömsbro Krylbo Leksand Ludvika Wifsta/Östrand Forward Sturehov IFK Västerås Västerås SK Kolbäck Grums Bofors Munkfors Skived Skoghall Vesta Surahammar Kenty Sleipner Mariefred Atlas Diesel, Hagalund, Karlberg, Matteuspojkarna, Nacka og Sundbyberg Alvesta Växjö Stefa Kalmar Tranås |
| Skiveds IF           | Forshaga   | Nr. 4 i Division II Vest B                | Brynäs og Strömsbro Krylbo Leksand Ludvika Wifsta/Östrand Forward Sturehov IFK Västerås Västerås SK Kolbäck Grums Bofors Munkfors Skived Skoghall Vesta Surahammar Kenty Sleipner Mariefred Atlas Diesel, Hagalund, Karlberg, Matteuspojkarna, Nacka og Sundbyberg Alvesta Växjö Stefa Kalmar Tranås |
| Skoghalls IF         | Skoghall   | Nr. 1 i Division III Vestsvenske nordre   | Brynäs og Strömsbro Krylbo Leksand Ludvika Wifsta/Östrand Forward Sturehov IFK Västerås Västerås SK Kolbäck Grums Bofors Munkfors Skived Skoghall Vesta Surahammar Kenty Sleipner Mariefred Atlas Diesel, Hagalund, Karlberg, Matteuspojkarna, Nacka og Sundbyberg Alvesta Växjö Stefa Kalmar Tranås |
| Division II Øst      |            |                                           | Brynäs og Strömsbro Krylbo Leksand Ludvika Wifsta/Östrand Forward Sturehov IFK Västerås Västerås SK Kolbäck Grums Bofors Munkfors Skived Skoghall Vesta Surahammar Kenty Sleipner Mariefred Atlas Diesel, Hagalund, Karlberg, Matteuspojkarna, Nacka og Sundbyberg Alvesta Växjö Stefa Kalmar Tranås |
| Hagalunds IS         | Stockholm  | Nr. 2 i Division II Syd A                 | Brynäs og Strömsbro Krylbo Leksand Ludvika Wifsta/Östrand Forward Sturehov IFK Västerås Västerås SK Kolbäck Grums Bofors Munkfors Skived Skoghall Vesta Surahammar Kenty Sleipner Mariefred Atlas Diesel, Hagalund, Karlberg, Matteuspojkarna, Nacka og Sundbyberg Alvesta Växjö Stefa Kalmar Tranås |
| IF Vesta             | Uppsala    | Nr. 1 i Division III Østsvenske nordre    | Brynäs og Strömsbro Krylbo Leksand Ludvika Wifsta/Östrand Forward Sturehov IFK Västerås Västerås SK Kolbäck Grums Bofors Munkfors Skived Skoghall Vesta Surahammar Kenty Sleipner Mariefred Atlas Diesel, Hagalund, Karlberg, Matteuspojkarna, Nacka og Sundbyberg Alvesta Växjö Stefa Kalmar Tranås |
| Karlbergs BK         | Stockholm  | Nr. 4 i Division II Øst                   | Brynäs og Strömsbro Krylbo Leksand Ludvika Wifsta/Östrand Forward Sturehov IFK Västerås Västerås SK Kolbäck Grums Bofors Munkfors Skived Skoghall Vesta Surahammar Kenty Sleipner Mariefred Atlas Diesel, Hagalund, Karlberg, Matteuspojkarna, Nacka og Sundbyberg Alvesta Växjö Stefa Kalmar Tranås |
| Sundbybergs IK       | Stockholm  | Nr. 3 i Division II Syd A                 | Brynäs og Strömsbro Krylbo Leksand Ludvika Wifsta/Östrand Forward Sturehov IFK Västerås Västerås SK Kolbäck Grums Bofors Munkfors Skived Skoghall Vesta Surahammar Kenty Sleipner Mariefred Atlas Diesel, Hagalund, Karlberg, Matteuspojkarna, Nacka og Sundbyberg Alvesta Växjö Stefa Kalmar Tranås |
| Surahammars IF       | Surahammar | Nr. 2 i Division II Øst                   | Brynäs og Strömsbro Krylbo Leksand Ludvika Wifsta/Östrand Forward Sturehov IFK Västerås Västerås SK Kolbäck Grums Bofors Munkfors Skived Skoghall Vesta Surahammar Kenty Sleipner Mariefred Atlas Diesel, Hagalund, Karlberg, Matteuspojkarna, Nacka og Sundbyberg Alvesta Växjö Stefa Kalmar Tranås |
| UoIF Matteuspojkarna | Stockholm  | Nr. 6 i Division I Nord                   | Brynäs og Strömsbro Krylbo Leksand Ludvika Wifsta/Östrand Forward Sturehov IFK Västerås Västerås SK Kolbäck Grums Bofors Munkfors Skived Skoghall Vesta Surahammar Kenty Sleipner Mariefred Atlas Diesel, Hagalund, Karlberg, Matteuspojkarna, Nacka og Sundbyberg Alvesta Växjö Stefa Kalmar Tranås |
| Division II Syd A    |            |                                           | Brynäs og Strömsbro Krylbo Leksand Ludvika Wifsta/Östrand Forward Sturehov IFK Västerås Västerås SK Kolbäck Grums Bofors Munkfors Skived Skoghall Vesta Surahammar Kenty Sleipner Mariefred Atlas Diesel, Hagalund, Karlberg, Matteuspojkarna, Nacka og Sundbyberg Alvesta Växjö Stefa Kalmar Tranås |
| Atlas Diesels IF     | Stockholm  | Nr. 6 i Division I Syd                    | Brynäs og Strömsbro Krylbo Leksand Ludvika Wifsta/Östrand Forward Sturehov IFK Västerås Västerås SK Kolbäck Grums Bofors Munkfors Skived Skoghall Vesta Surahammar Kenty Sleipner Mariefred Atlas Diesel, Hagalund, Karlberg, Matteuspojkarna, Nacka og Sundbyberg Alvesta Växjö Stefa Kalmar Tranås |
| BK Kenty             | Linköping  | Nr. 2 i Division II Syd B                 | Brynäs og Strömsbro Krylbo Leksand Ludvika Wifsta/Östrand Forward Sturehov IFK Västerås Västerås SK Kolbäck Grums Bofors Munkfors Skived Skoghall Vesta Surahammar Kenty Sleipner Mariefred Atlas Diesel, Hagalund, Karlberg, Matteuspojkarna, Nacka og Sundbyberg Alvesta Växjö Stefa Kalmar Tranås |
| IFK Mariefred        | Mariefred  | Nr. 1 i Division III Østsvenske søndre    | Brynäs og Strömsbro Krylbo Leksand Ludvika Wifsta/Östrand Forward Sturehov IFK Västerås Västerås SK Kolbäck Grums Bofors Munkfors Skived Skoghall Vesta Surahammar Kenty Sleipner Mariefred Atlas Diesel, Hagalund, Karlberg, Matteuspojkarna, Nacka og Sundbyberg Alvesta Växjö Stefa Kalmar Tranås |
| IK Sleipner          | Norrköping | Nr. 4 i Division II Syd A                 | Brynäs og Strömsbro Krylbo Leksand Ludvika Wifsta/Östrand Forward Sturehov IFK Västerås Västerås SK Kolbäck Grums Bofors Munkfors Skived Skoghall Vesta Surahammar Kenty Sleipner Mariefred Atlas Diesel, Hagalund, Karlberg, Matteuspojkarna, Nacka og Sundbyberg Alvesta Växjö Stefa Kalmar Tranås |
| Nacka SK             | Stockholm  | Nr. 5 i Division I Nord                   | Brynäs og Strömsbro Krylbo Leksand Ludvika Wifsta/Östrand Forward Sturehov IFK Västerås Västerås SK Kolbäck Grums Bofors Munkfors Skived Skoghall Vesta Surahammar Kenty Sleipner Mariefred Atlas Diesel, Hagalund, Karlberg, Matteuspojkarna, Nacka og Sundbyberg Alvesta Växjö Stefa Kalmar Tranås |
| Division II Syd B    |            |                                           | Brynäs og Strömsbro Krylbo Leksand Ludvika Wifsta/Östrand Forward Sturehov IFK Västerås Västerås SK Kolbäck Grums Bofors Munkfors Skived Skoghall Vesta Surahammar Kenty Sleipner Mariefred Atlas Diesel, Hagalund, Karlberg, Matteuspojkarna, Nacka og Sundbyberg Alvesta Växjö Stefa Kalmar Tranås |
| Alvesta SK           | Alvesta    | Nr. 1 i Division III Mellemsvenske søndre | Brynäs og Strömsbro Krylbo Leksand Ludvika Wifsta/Östrand Forward Sturehov IFK Västerås Västerås SK Kolbäck Grums Bofors Munkfors Skived Skoghall Vesta Surahammar Kenty Sleipner Mariefred Atlas Diesel, Hagalund, Karlberg, Matteuspojkarna, Nacka og Sundbyberg Alvesta Växjö Stefa Kalmar Tranås |
| IFK Växjö            | Växjö      | Nr. 3 i Division II Syd B                 | Brynäs og Strömsbro Krylbo Leksand Ludvika Wifsta/Östrand Forward Sturehov IFK Västerås Västerås SK Kolbäck Grums Bofors Munkfors Skived Skoghall Vesta Surahammar Kenty Sleipner Mariefred Atlas Diesel, Hagalund, Karlberg, Matteuspojkarna, Nacka og Sundbyberg Alvesta Växjö Stefa Kalmar Tranås |
| IK Stefa             | Huskvarna  | Nr. 1 i Division III Mellemsvenske ???    | Brynäs og Strömsbro Krylbo Leksand Ludvika Wifsta/Östrand Forward Sturehov IFK Västerås Västerås SK Kolbäck Grums Bofors Munkfors Skived Skoghall Vesta Surahammar Kenty Sleipner Mariefred Atlas Diesel, Hagalund, Karlberg, Matteuspojkarna, Nacka og Sundbyberg Alvesta Växjö Stefa Kalmar Tranås |
| Kalmar FF            | Kalmar     | Nr. 4 i Division II Syd B                 | Brynäs og Strömsbro Krylbo Leksand Ludvika Wifsta/Östrand Forward Sturehov IFK Västerås Västerås SK Kolbäck Grums Bofors Munkfors Skived Skoghall Vesta Surahammar Kenty Sleipner Mariefred Atlas Diesel, Hagalund, Karlberg, Matteuspojkarna, Nacka og Sundbyberg Alvesta Växjö Stefa Kalmar Tranås |
| Tranås AIF           | Tranås     | Nr. 1 i Division II Syd B                 | Brynäs og Strömsbro Krylbo Leksand Ludvika Wifsta/Östrand Forward Sturehov IFK Västerås Västerås SK Kolbäck Grums Bofors Munkfors Skived Skoghall Vesta Surahammar Kenty Sleipner Mariefred Atlas Diesel, Hagalund, Karlberg, Matteuspojkarna, Nacka og Sundbyberg Alvesta Växjö Stefa Kalmar Tranås |

## Division II Nord
Division II Nord havde deltagelse af seks hold, der spillede en dobbeltturnering alle-mod-alle. Vinderen af turneringen, Leksands IF, rykkede op i Division I.
| \| Nr \| Hold \| K \| V \| U \| T \| Mf \| \| Mi \| +/- \| P \| \| -- \| ------------------ \| -- \| - \| - \| - \| -- \| - \| -- \| --- \| ------------------------------------ \| \| 1 \| Leksands IF \| 10 \| 8 \| 1 \| 1 \| 80 \| – \| 28 \| +52 \| 17Oprykning til Division I 1951-52 \| \| 2 \| Wifsta/Östrands IF \| 10 \| 7 \| 0 \| 3 \| 67 \| – \| 46 \| +21 \| 14 \| \| 3 \| Ludvika FFI (O) \| 10 \| 4 \| 1 \| 5 \| 42 \| – \| 40 \| +2 \| 9 \| \| 4 \| Brynäs IF \| 10 \| 4 \| 0 \| 6 \| 39 \| – \| 41 \| −2 \| 8 \| \| 5 \| Strömsbro IF (O) \| 10 \| 4 \| 0 \| 6 \| 44 \| – \| 66 \| −22 \| 8Nedrykning til Division III 1951-52 \| \| 6 \| Krylbo IF \| 10 \| 2 \| 0 \| 8 \| 25 \| – \| 76 \| −51 \| 4Nedrykning til Division III 1951-52 \| K: Kampe spillet, V: Vundne kampe, U: Uafgjorte kampe, T: Tabte kampe, Mf: Mål for, Mi: Mål imod, +/-: Måldifference, P: Point |                    |    |   |   |   |    |   |    |     |                                      |
| Nr | Hold               | K  | V | U | T | Mf |   | Mi | +/- | P                                    |
| 1 | Leksands IF        | 10 | 8 | 1 | 1 | 80 | – | 28 | +52 | 17Oprykning til Division I 1951-52   |
| 2 | Wifsta/Östrands IF | 10 | 7 | 0 | 3 | 67 | – | 46 | +21 | 14                                   |
| 3 | Ludvika FFI (O)    | 10 | 4 | 1 | 5 | 42 | – | 40 | +2  | 9                                    |
| 4 | Brynäs IF          | 10 | 4 | 0 | 6 | 39 | – | 41 | −2  | 8                                    |
| 5 | Strömsbro IF (O)   | 10 | 4 | 0 | 6 | 44 | – | 66 | −22 | 8Nedrykning til Division III 1951-52 |
| 6 | Krylbo IF          | 10 | 2 | 0 | 8 | 25 | – | 76 | −51 | 4Nedrykning til Division III 1951-52 |

## Division II Vest
Division II Vest havde deltagelse af ti hold, der var inddelt i to regionale puljer med fem hold i hver. I hver pulje spillede holdene en dobbeltturnering alle-mod-alle, og de to puljevindere gik videre til regionsfinalen, der blev afgjort over to kampe. Vinderen af regionsfinalen, Grums IK, rykkede op i Division I.

### Division II Vest A
| \| Nr \| Hold \| K \| V \| U \| T \| Mf \| \| Mi \| +/- \| P \| \| -- \| --------------- \| - \| - \| - \| - \| -- \| - \| -- \| --- \| ------------------------------------ \| \| 1 \| IFK Västerås \| 8 \| 5 \| 2 \| 1 \| 38 \| – \| 21 \| +17 \| 12Regionsfinale \| \| 2 \| IK Sturehov (O) \| 8 \| 4 \| 0 \| 4 \| 30 \| – \| 25 \| +5 \| 8 \| \| 3 \| Kolbäcks AIF \| 8 \| 4 \| 0 \| 4 \| 25 \| – \| 24 \| +1 \| 8 \| \| 4 \| BK Forward \| 8 \| 3 \| 1 \| 4 \| 21 \| – \| 30 \| −9 \| 7 \| \| 5 \| Västerås SK (N) \| 8 \| 2 \| 1 \| 5 \| 31 \| – \| 45 \| −14 \| 5Nedrykning til Division III 1951-52 \| K: Kampe spillet, V: Vundne kampe, U: Uafgjorte kampe, T: Tabte kampe, Mf: Mål for, Mi: Mål imod, +/-: Måldifference, P: Point |                 |   |   |   |   |    |   |    |     |                                      |
| Nr | Hold            | K | V | U | T | Mf |   | Mi | +/- | P                                    |
| 1 | IFK Västerås    | 8 | 5 | 2 | 1 | 38 | – | 21 | +17 | 12Regionsfinale                      |
| 2 | IK Sturehov (O) | 8 | 4 | 0 | 4 | 30 | – | 25 | +5  | 8                                    |
| 3 | Kolbäcks AIF    | 8 | 4 | 0 | 4 | 25 | – | 24 | +1  | 8                                    |
| 4 | BK Forward      | 8 | 3 | 1 | 4 | 21 | – | 30 | −9  | 7                                    |
| 5 | Västerås SK (N) | 8 | 2 | 1 | 5 | 31 | – | 45 | −14 | 5Nedrykning til Division III 1951-52 |

### Division II Vest B
| \| Nr \| Hold \| K \| V \| U \| T \| Mf \| \| Mi \| +/- \| P \| \| -- \| ---------------- \| - \| - \| - \| - \| -- \| - \| -- \| --- \| ------------------------------------ \| \| 1 \| Grums IK \| 8 \| 6 \| 1 \| 1 \| 34 \| – \| 14 \| +20 \| 13Regionsfinale \| \| 2 \| IFK Bofors \| 8 \| 5 \| 1 \| 2 \| 43 \| – \| 21 \| +22 \| 11 \| \| 3 \| IFK Munkfors \| 8 \| 3 \| 0 \| 5 \| 23 \| – \| 35 \| −12 \| 6 \| \| 3 \| Skoghalls IF (O) \| 8 \| 3 \| 0 \| 5 \| 26 \| – \| 42 \| −16 \| 6 \| \| 4 \| Skiveds IF \| 8 \| 2 \| 0 \| 6 \| 21 \| – \| 35 \| −14 \| 4Nedrykning til Division III 1951-52 \| K: Kampe spillet, V: Vundne kampe, U: Uafgjorte kampe, T: Tabte kampe, Mf: Mål for, Mi: Mål imod, +/-: Måldifference, P: Point |                  |   |   |   |   |    |   |    |     |                                      |
| Nr | Hold             | K | V | U | T | Mf |   | Mi | +/- | P                                    |
| 1 | Grums IK         | 8 | 6 | 1 | 1 | 34 | – | 14 | +20 | 13Regionsfinale                      |
| 2 | IFK Bofors       | 8 | 5 | 1 | 2 | 43 | – | 21 | +22 | 11                                   |
| 3 | IFK Munkfors     | 8 | 3 | 0 | 5 | 23 | – | 35 | −12 | 6                                    |
| 3 | Skoghalls IF (O) | 8 | 3 | 0 | 5 | 26 | – | 42 | −16 | 6                                    |
| 4 | Skiveds IF       | 8 | 2 | 0 | 6 | 21 | – | 35 | −14 | 4Nedrykning til Division III 1951-52 |

### Regionsfinale Vest
De to puljevindere spillede i regionsfinalen om en oprykningsplads til Division I. Finalen blev afviklet over to kampe, hvor summen af de to resultater gjaldt som det samlede resultat. Grums IK sikrede sig oprykningspladsen med en samlet sejr på 11–6.
| Kamp | Hold                    | Res. |
| ---- | ----------------------- | ---- |
| 1    | IFK Västerås - Grums IK | 2–6  |
| 2    | Grums IK - IFK Västerås | 5–4  |

## Division II Øst
Division II Øst havde deltagelse af seks hold, der spillede en dobbeltturnering alle-mod-alle. Vinderen af turneringen, UoIF Matteuspojkarna, rykkede op i Division I.
| \| Nr \| Hold \| K \| V \| U \| T \| Mf \| \| Mi \| +/- \| P \| \| -- \| ------------------------ \| -- \| - \| - \| - \| -- \| - \| -- \| --- \| ------------------------------------ \| \| 1 \| UoIF Matteuspojkarna (N) \| 10 \| 9 \| 0 \| 1 \| 40 \| – \| 17 \| +23 \| 18Oprykning til Division I 1951-52 \| \| 2 \| Sundbybergs IK \| 10 \| 6 \| 0 \| 4 \| 56 \| – \| 34 \| +22 \| 12 \| \| 3 \| Surahammars IF \| 10 \| 4 \| 2 \| 4 \| 48 \| – \| 38 \| +10 \| 10 \| \| 4 \| Karlbergs BK \| 10 \| 3 \| 2 \| 5 \| 31 \| – \| 43 \| −12 \| 8 \| \| 5 \| IF Vesta (O) \| 10 \| 3 \| 1 \| 6 \| 36 \| – \| 58 \| −22 \| 7Nedrykning til Division III 1951-52 \| \| 6 \| Hagalunds IS \| 10 \| 2 \| 1 \| 7 \| 38 \| – \| 59 \| −21 \| 5Nedrykning til Division III 1951-52 \| K: Kampe spillet, V: Vundne kampe, U: Uafgjorte kampe, T: Tabte kampe, Mf: Mål for, Mi: Mål imod, +/-: Måldifference, P: Point |                          |    |   |   |   |    |   |    |     |                                      |
| Nr | Hold                     | K  | V | U | T | Mf |   | Mi | +/- | P                                    |
| 1 | UoIF Matteuspojkarna (N) | 10 | 9 | 0 | 1 | 40 | – | 17 | +23 | 18Oprykning til Division I 1951-52   |
| 2 | Sundbybergs IK           | 10 | 6 | 0 | 4 | 56 | – | 34 | +22 | 12                                   |
| 3 | Surahammars IF           | 10 | 4 | 2 | 4 | 48 | – | 38 | +10 | 10                                   |
| 4 | Karlbergs BK             | 10 | 3 | 2 | 5 | 31 | – | 43 | −12 | 8                                    |
| 5 | IF Vesta (O)             | 10 | 3 | 1 | 6 | 36 | – | 58 | −22 | 7Nedrykning til Division III 1951-52 |
| 6 | Hagalunds IS             | 10 | 2 | 1 | 7 | 38 | – | 59 | −21 | 5Nedrykning til Division III 1951-52 |

## Division II Syd
Division II Syd havde deltagelse af ti hold, der var inddelt i to regionale puljer med fem hold i hver. I hver pulje spillede holdene en dobbeltturnering alle-mod-alle, og de to puljevindere gik videre til regionsfinalen, der blev afgjort over to kampe. Vinderen af regionsfinalen, Nacka SK, rykkede op i Division I.

### Division II Syd A
| \| Nr \| Hold \| K \| V \| U \| T \| Mf \| \| Mi \| +/- \| P \| \| -- \| -------------------- \| - \| - \| - \| - \| -- \| - \| -- \| --- \| ------------------------------------ \| \| 1 \| Nacka SK (N) \| 8 \| 6 \| 1 \| 1 \| 35 \| – \| 15 \| +20 \| 13Regionsfinale \| \| 2 \| IFK Mariefred (O) \| 8 \| 5 \| 0 \| 3 \| 33 \| – \| 27 \| +6 \| 10 \| \| 3 \| Atlas Diesels IF (N) \| 8 \| 4 \| 1 \| 3 \| 28 \| – \| 22 \| +6 \| 9 \| \| 4 \| IK Sleipner \| 8 \| 3 \| 1 \| 4 \| 32 \| – \| 28 \| +4 \| 7 \| \| 5 \| BK Kenty \| 8 \| 0 \| 1 \| 7 \| 17 \| – \| 53 \| −36 \| 1Nedrykning til Division III 1951-52 \| K: Kampe spillet, V: Vundne kampe, U: Uafgjorte kampe, T: Tabte kampe, Mf: Mål for, Mi: Mål imod, +/-: Måldifference, P: Point |                      |   |   |   |   |    |   |    |     |                                      |
| Nr | Hold                 | K | V | U | T | Mf |   | Mi | +/- | P                                    |
| 1 | Nacka SK (N)         | 8 | 6 | 1 | 1 | 35 | – | 15 | +20 | 13Regionsfinale                      |
| 2 | IFK Mariefred (O)    | 8 | 5 | 0 | 3 | 33 | – | 27 | +6  | 10                                   |
| 3 | Atlas Diesels IF (N) | 8 | 4 | 1 | 3 | 28 | – | 22 | +6  | 9                                    |
| 4 | IK Sleipner          | 8 | 3 | 1 | 4 | 32 | – | 28 | +4  | 7                                    |
| 5 | BK Kenty             | 8 | 0 | 1 | 7 | 17 | – | 53 | −36 | 1Nedrykning til Division III 1951-52 |

### Division II Syd B
| \| Nr \| Hold \| K \| V \| U \| T \| Mf \| \| Mi \| +/- \| P \| \| -- \| -------------- \| - \| - \| - \| - \| -- \| - \| -- \| --- \| ------------------------------------ \| \| 1 \| IK Stefa (O) \| 8 \| 6 \| 2 \| 0 \| 53 \| – \| 12 \| +41 \| 14Regionsfinale \| \| 2 \| Tranås AIF \| 8 \| 5 \| 2 \| 1 \| 50 \| – \| 20 \| +30 \| 12 \| \| 3 \| Alvesta SK (O) \| 8 \| 4 \| 1 \| 3 \| 42 \| – \| 35 \| +7 \| 9 \| \| 4 \| IFK Växjö \| 8 \| 2 \| 1 \| 5 \| 24 \| – \| 41 \| −17 \| 5 \| \| 5 \| Kalmar FF \| 8 \| 0 \| 0 \| 8 \| 13 \| – \| 74 \| −61 \| 0Nedrykning til Division III 1951-52 \| K: Kampe spillet, V: Vundne kampe, U: Uafgjorte kampe, T: Tabte kampe, Mf: Mål for, Mi: Mål imod, +/-: Måldifference, P: Point |                |   |   |   |   |    |   |    |     |                                      |
| Nr | Hold           | K | V | U | T | Mf |   | Mi | +/- | P                                    |
| 1 | IK Stefa (O)   | 8 | 6 | 2 | 0 | 53 | – | 12 | +41 | 14Regionsfinale                      |
| 2 | Tranås AIF     | 8 | 5 | 2 | 1 | 50 | – | 20 | +30 | 12                                   |
| 3 | Alvesta SK (O) | 8 | 4 | 1 | 3 | 42 | – | 35 | +7  | 9                                    |
| 4 | IFK Växjö      | 8 | 2 | 1 | 5 | 24 | – | 41 | −17 | 5                                    |
| 5 | Kalmar FF      | 8 | 0 | 0 | 8 | 13 | – | 74 | −61 | 0Nedrykning til Division III 1951-52 |

### Regionsfinale Syd
De to puljevindere spillede i regionsfinalen om en oprykningsplads til Division I. Finalen blev afviklet over to kampe, hvor summen af de to resultater gjaldt som det samlede resultat. Nacka SK sikrede sig oprykningspladsen med en samlet sejr på 7–5.
| Kamp | Dato             | Hold                | Res. |
| ---- | ---------------- | ------------------- | ---- |
| 1    | 13. februar 1951 | IF Stefa - Nacka SK | 1–4  |
| 2    | 18. februar 1951 | Nacka SK - IF Stefa | 3–4  |